# Região de Viamala
Viamala é uma região do cantão de Grisões, na Suíça. Tem 627,58 km² de área e sua população em 2019 foi estimada em 13.783 habitantes. Sua sede é a comuna de Thusis.
Foi criada em 1 de janeiro de 2016, a partir do território do antigo distrito de Hinterrhein, como parte de uma reorganização territorial do Cantão.

## Comunas
| Fürstenau          | 357   | 1.32   |
| Rothenbrunnen      | 304   | 3.11   |
| Scharans           | 790   | 14.29  |
| Sils im Domleschg  | 960   | 9.32   |
| Cazis              | 2.264 | 31.17  |
| Flerden            | 247   | 6.09   |
| Masein             | 498   | 4.2    |
| Thusis             | 9.409 | 6.81   |
| Tschappina         | 133   | 24.67  |
| Urmein             | 147   | 4.33   |
| Domleschg          | 2.113 | 45.93  |
| Avers              | 171   | 93.13  |
| Rheinwald          | 581   | 136.82 |
| Sufers             | 145   | 34.62  |
| Andeer             | 906   | 46.3   |
| Muntogna da Schons | 360   | 25.62  |
| Rongellen          | 53    | 2.02   |
| Zillis-Reischen    | 396   | 24.44  |
| Ferrera            | 80    | 75.45  |